# Il'ja Leont'evič Rabinovič
Il'ja Leont'evič Rabinovič (in russo Илья Леонтьевич Рабинович?; San Pietroburgo, 23 maggio 1891 – Perm', aprile 1942) è stato uno scacchista russo, sovietico dal 1922.

Ottenne il maggiore successo vincendo nel 1934/35, alla pari con Grigorij Levenfiš, il 9º Campionato sovietico di Leningrado. 
Vinse cinque volte (1911, 1920, 1926, 1928, 1940) il campionato di San Pietroburgo/Leningrado. 
Nel 1914 partecipò al torneo di Mannheim in Germania. In seguito all'inizio della prima guerra mondiale fu internato assieme a tutti i giocatori russi (tra cui Aleksandr Alechin) in un campo di prigionia. In seguito alcuni di essi (tra cui Alechin) furono liberati, ma Rabinovič, Bogoljubov, Romanovskij e altri rimasero in Germania fino alla fine della guerra. In quel periodo giocò diversi tornei. Fu 3º a Baden-Baden nel 1914, 2º a Triberg nel 1915 dietro a Bogoljubov, 1º a Triberg nel 1916 davanti tra gli altri a Bogoljubov e Aleksej Seleznëv. 
Tra gli altri risultati notevoli:
- 1909 : =2º a Vilnius
- 1922 : 2º al campionato di Leningrado dietro a Levenfiš
- 1923 : 1º a Novgorod
- 1924 : 2º al campionato di Leningrado dietro a Levenfiš

Durante l'assedio di Leningrado si ammalò gravemente in seguito alle privazioni e fu evacuato a Perm', dove morì in un ospedale nel 1942.